# 壱岐市立石田小学校
壱岐市立石田小学校（いきしりつ いしだしょうがっこう, Iki City Ishida Elementary School）は長崎県壱岐市石田町石田西触にある公立小学校。略称は「石田小」。

## 概要
歴史
1875年（明治8年）に開校した「第五大学区第四中学区石田小学校」を前身とする。2010年（平成22年）に創立135年を迎えた。
校章
桜の花の中央に「小」の文字を置いている。
校歌
作詞は山本文夫、作曲は伊藤英一による。歌詞は2番まである。1番の最初に「石田野（いわたぬ）」、2番の歌詞に校名の「石田」が3ヶ所登場する。
校区
住所表記で、石田町の後に「印通寺浦」、「本村触」、「南触」、「石田西触」、「石田東触」、「池田西触」、「池田仲触」、「池田東触」、「久喜触」、「石田町湯岳興触」、「湯岳射手吉触」が続く地区。中学校区は壱岐市立石田中学校。

## 沿革
- 1875年（明治8年）- 龍峰院を仮校舎に「第五大学区第四中学区石田小学校」が開校。
- 1876年（明治9年）- 筒城小学校[2]が分離・独立。（旧・庄屋を仮校舎）
- 1878年（明治11年）- 伝記庵を校舎に池田分舎を設置。
- 1882年（明治15年）- 筒城小学校と池田分舎を統合し、「中等石田小学校」と改称。石田西間に校舎が完成。
- 1886年（明治19年）- 「尋常石田小学校」に改称。（後に「石田尋常小学校」に改称。）
- 1893年（明治26年）- 高等科を併置し、「石田尋常高等小学校」に改称。石田神ノ本に校舎を新築。
- 1901年（明治34年）- 校舎を改築。
- 1905年（明治38年）- 校友会を創始。
- 1908年（明治41年）- 西福寺に筒城分教場を設置。後に分教場校舎が完成。
- 1910年（明治43年）- 第一回学芸会を実施。
- 1911年（明治44年）- 校地・運動場を拡張。南校舎を増築。
- 1912年（明治45年）- 第一回石田村市と運動会を併催。
- 1919年（大正8年）- 図書館を新築。
- 1921年（大正10年）- 保護者会・母子会を創設。
- 1926年（大正15年）- 校長 藤江徳春が米国視察。
- 1928年（昭和3年）- ラジオを備え付け。石田青少年十字団を結成。
- 1930年（昭和5年）- 電話を設置。
- 1931年（昭和6年）- 現在地（杓子松）に校地・運動場を完成。
- 1933年（昭和8年）- 現在地に校舎が2棟完成し、移転。
- 1941年（昭和16年）4月1日 - 国民学校令により、「石田村国民学校」と改称。
- 1943年（昭和18年）- 講堂が完成。熊本記念講堂と命名。
- 1944年（昭和19年）- 石田村国民学校が移転完了。
- 1945年（昭和20年）- 米軍機の空爆により、講堂が被弾し、損壊。
- 1947年（昭和22年）4月1日 - 学制改革（六・三制実施）により、「石田村立石田小学校」と改称。
- 1948年（昭和23年）- 育友会を結成。
- 1952年（昭和27年）- 6年生の修学旅行を開始。（目的地は福岡方面）
- 1954年（昭和29年）- 青少年十字団へ加盟。
- 1958年（昭和33年）- 久喜[3]地区が郷ノ浦町より石田村に編入されたことにより、久喜地区の児童が志原小学校から石田小学校に編入。テレビを購入。
- 1959年（昭和34年）- 筒城分教場が分離し、石田村立筒城小学校として独立。学びの池・小鳥舎が完成。
- 1961年（昭和36年）- ミルク給食を開始。湯岳地区の一部が芦辺町より石田村に編入されたことにより、編入地区の児童が那賀小学校から石田小学校に編入。
- 1962年（昭和37年）- 校地緑化を実施。
- 1963年（昭和38年）- RKB毎日放送より、テレビ教育研究協力校の委嘱を受ける。講堂の大修理を実施。
- 1964年（昭和39年）- 村営プールが完成。
- 1965年（昭和40年）- 校歌を制定。
- 1966年（昭和41年）- 鉄筋コンクリート造3階建て校舎が完成。NHKラジオ体操会場となる。
- 1967年（昭和42年）- 完全給食を開始。校舎裏学校園が完成。
- 1970年（昭和45年）- 熊本利平の胸像を建立。中庭に総合学習園が完成。町制施行により「石田町立石田小学校」に改称。
- 1971年（昭和46年）- 学校裏山を学習園とする。
- 1975年（昭和50年）- 創立100周年を記念し、記念大望像が完成。
- 1977年（昭和52年）- 米飯給食を開始。
- 1979年（昭和54年）- 校内テレビ設備を完備。
- 1983年（昭和58年）- 学校情報テレホンサービスを開始。
- 1985年（昭和60年）- 小学校用小プールが完成。
- 1986年（昭和61年）- 給食用リフトを設置。講堂に簡易バレーボール設備が完成。
- 1987年（昭和62年）- 台風12号により講堂が損壊し、解体される。
- 1989年（平成元年）- 屋内運動場（文化体育館）が完成。校舎裏山に学校園「いわたぬ園（石田園）」を造成。
- 2004年（平成16年）3月1日 - 町村合併により、「壱岐市立石田小学校」（現校名）に改称。
- 2011年（平成23年）9月1日 - 壱岐市学校給食センターが勝本町亀石地区に完成したことにより、同センターからの配送方式に変更。

## 著名な出身者
- 熊本利平

## アクセス
最寄りの港
- 「印通寺港」- 九州郵船が佐賀県唐津市の唐津東港との間にフェリーを運航。

最寄りのバス停（一般路線バス）
- 壱岐交通（郷ノ浦方面から）「津ノ宮」、（芦辺・壱岐空港方面から）「筒城入口」バス停

最寄りの道路
- 国道382号
- 長崎県道23号勝本石田線

## 周辺
- 壱岐市立石田中学校
- 壱岐市立石田幼稚園
- 壱岐市立石田保育所
- 壱岐市役所石田庁舎（旧・石田町役場）
- 石田スポーツセンター
- JA壱岐市石田支所（2020年2月7日をもって廃止）

## 関連
- 長崎県小学校一覧